# روز (کی‌یف)
روز یا دِن (به اوکراینی: День) یک روزنامۀ گسترده روزانۀ میانه‌گرای مستقر در کی‌یف است. این روزنامه به سه زبان اوکراینی، روسی و انگلیسی منتشر می‌شود.

## تاریخچه و مشخصات
روز (دن) در سال ۱۹۹۶ میلادی تأسیس شد.
لاریسا ایوشینا سردبیر روزنامه است. این روزنامه به نخست‌وزیر سابق یوهن مارچوک و همسرش مرتبط بود.
این روزنامه همچنین به دلیل مسابقۀ سالانه عکاسی خود که رویداد اصلی عکس در اوکراین است، قابل توجه است.
روز عضو انجمن ناشران مطبوعات اوکراینی (UAPP) است.